# Precis monroviana
Precis monroviana är en fjärilsart som beskrevs av Otto Staudinger 1885. Precis monroviana ingår i släktet Precis och familjen praktfjärilar. Inga underarter finns listade i Catalogue of Life.